# Saccopteryx
Saccopteryx es un género de murciélagos de la familia Emballonuridae.  La especie tipo es: Vespertilio lepturus Schreber, 1774. Comprende las siguientes especies:

## Especies
- Saccopteryx antioquensis
- Saccopteryx bilineata
- Saccopteryx canescens
- Saccopteryx gymnura
- Saccopteryx leptura